# 緑2号

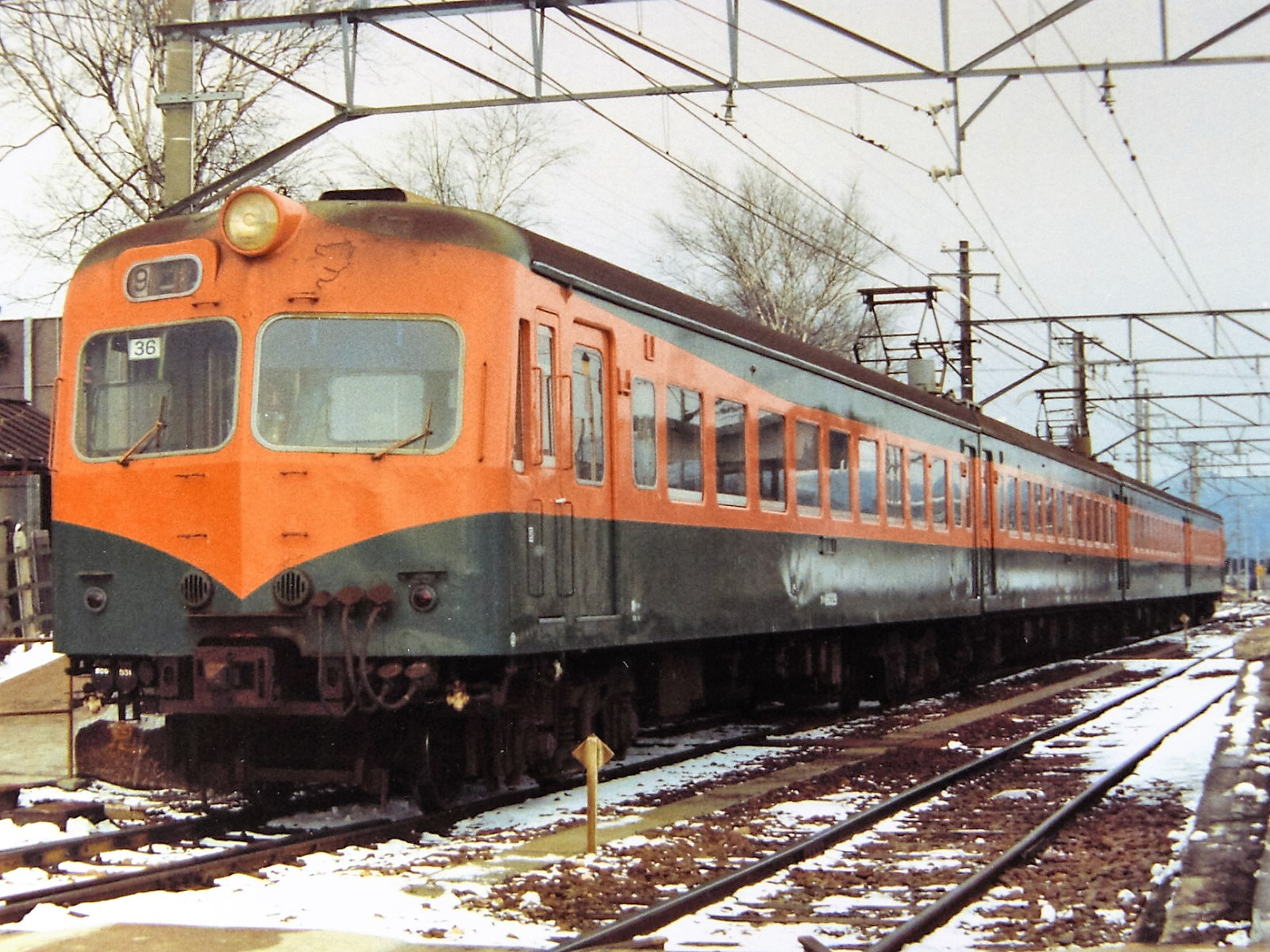
緑2号を初めて採用した80系電車

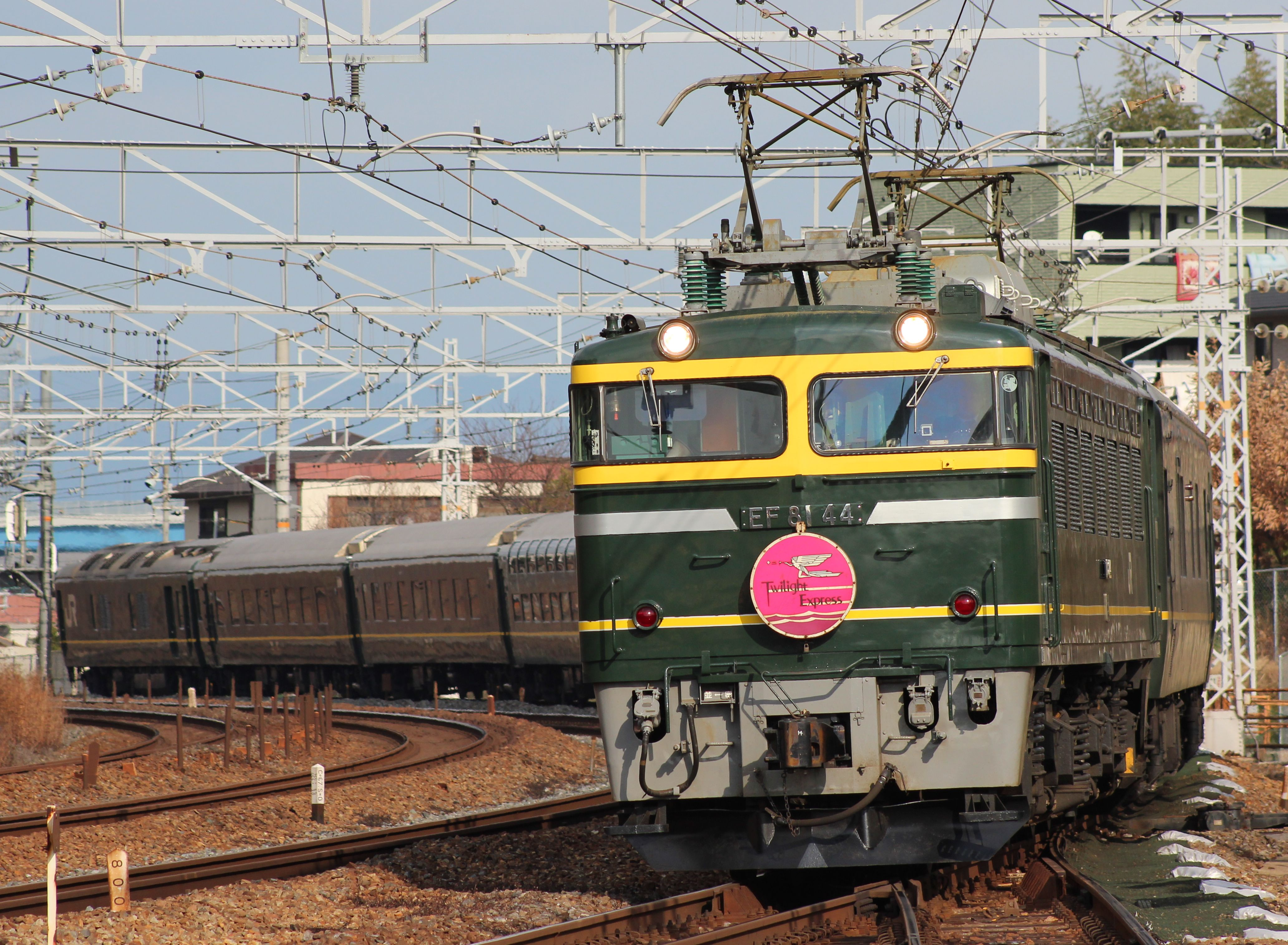
緑2号を地色とした「トワイライトエクスプレス」

緑2号（みどり2ごう）は、日本国有鉄道（国鉄）が定めた色名称の1つである。

## 概要
慣用色名称は「ダークグリーン」である。マンセル値は「10GY 3/3.5」。
1949年に登場した80系電車で初めて採用された。この色は黄かん色と同様、アメリカのグレート・ノーザン鉄道の車両塗装にヒントを得たもので、「ミカンの葉の色にちなんだ色」という説は後からの理由付けによるものである。趣味者からは黄かん色と組み合わせて「湘南色」と称されることが多い。
車体色としての本格採用例は、国鉄時代にはこの「湘南色」のみであるが、EF58形4号機の試験塗装において、裾色として使用されたことがある。
車体色以外では、低圧冷媒の配管色としても使用されている。

## 使用車両
- 国鉄クモユニ74形・クモユニ82形・クモニ83形電車
- 国鉄80系電車
- 国鉄101系電車（南武支線用ワンマン車の帯色）
- 国鉄103系電車（JR東海に承継され新塗色となった車両の帯色）
- 国鉄111系・113系電車（前面下部の塗り分けが45度）
- 国鉄115系電車（前面下部の塗り分けが直角）
- 国鉄119系電車（JR化後の新塗色の帯色）
- 国鉄123系電車（JR東海所属車の新塗色の帯色）
- 国鉄クモユ141形電車（郵政省所有の郵便車）
- 国鉄143系電車（荷物車などのほか、事業用牽引車の一部にも使用）
- 国鉄153系・163系（サロ163形）電車
- 国鉄155系・159系電車
- 国鉄165系・167系・169系電車
- 国鉄EF58形電気機関車
- 国鉄24系客車・国鉄EF81形電気機関車：「トワイライトエクスプレス」のみに限定。緑2号に黄色の帯一本が入っている。なお、機関車は「日本海」の牽引を行う場合もある。
- オヤ35形0番台 153系電車が瀬野八を通る際、連結器が異なる補機との間に挟んだ控車。
- 国鉄キハ40系気動車（JR東海に承継され新塗色となった車両の帯色）
- JR東海キハ11形気動車（300番台を除く）
- 天竜浜名湖鉄道TH2100形気動車（2101号車）

## 近似色
- 緑
- 緑14号
- 京阪電気鉄道 ： 一般型車両の旧塗装の下半分の濃緑色部分。
- 南海電気鉄道 ： 普通鋼製車（7000系など）に1990年代前半まで採用されていた旧塗装の濃緑色の部分。